# 유명한 것으로 유명
유명한 것으로 유명(Famous for being famous)은 일반적으로 명확하지 않은 이유(업적, 기술 또는 재능 에 기반한 명성과 반대) 또는 기존 유명인과 관계 혹은 혈연을 통해 유명인의 지위를 획득하고 자신의 명성을 창출하는 사람 또는 명성을 얻는 사람을 경멸적으로 사용하는 용어이다.

## 역사
이 용어는 역사가이자 사회 이론가인 대니얼 J. 부어스틴이 쓴 The Image: A Guide to Pseudo-events in America (1961)라는 미디어의 영향력에 대한 분석에서 유래되었다. 그는 유명인을 '유명한 사람으로 알려진 사람'으로 정의했다. 그는 또한 저널리즘과 기타 커뮤니케이션 형태의 그래픽 혁명이 명성과 위대함을 분리했으며, 이러한 단절로 인해 명성이 단순한 악명으로 쇠퇴하는 것을 가속화했다고 주장했다. 수년에 걸쳐 이 문구는 "은 유명해져서 유명한 사람이다"라는 말로 변하였다.

영국 언론인 말콤 머저리지는 자신의 저서 Muggeridge Through The Microphone (1967)의 서문에서 다음과 같이 실제 문구를 사용한 최초의 인물일 것이다.
과거에는 누군가가 유명하거나 악명 높다는 것은 작가나 배우, 범죄자 등 어떤 재능이나 특출난 점, 혐오스러운 점 때문이었다.. 오늘날에는 유명한 것으로 유명하다. 길거리나 공공장소에서 사람들은 거의 항상 "텔레비전에서 본 적이 있어요!"라고 말한다.
닐 가블러는 최근에 유명인의 정의를 개선하여 거의 아무런 의미도 없는 일을 한 것으로 인정받은 사람들을 구별했다. 배우 조지 샌더스와의 결혼으로 짧은 영화 경력을 쌓고 그 영화 경력으로 훨씬 더 오래 지속되는 유명인이 된 자 자 가보르에서 따온 "자 자 팩터"라고 불렀다. 그는 유명인을 '인간 엔터테인먼트'라고 정의하는데, 이는 삶의 과정 자체를 통해 엔터테인먼트를 제공하는 사람을 의미한다.
이 주제는 독일어권 국가에서도 알려져있다. "Schickeria" 또는 "Adabei"와 같은 용어는 미디어를 특징짓는 용어로, 한편으로는 비판적으로도 이해되지만 다른 한편으로는 오늘날 상업적인 이유로 전자 품질 미디어가 없이는 하고 싶지 않은 중요한 편집 주제이다. 저널리스트 노먼 쉔츠에 따르면 사람들의 제보는 기본적으로 저널리즘의 중요한 영역으로,  "우리는 더 이상 사건에 대해 글을 쓰는 것이 아니라 이야기를 전달한다"라는 특징이 있다.

## 유사한 용어

### 파메스크
워싱턴 포스트 기자 에이미 아겟싱어(Amy Argetsinger)는 실제 재능이나 성공적인 경력 성취보다는 신체적 매력 및 개인 생활로 인해 명성이 대부분(전부는 아니지만) 기인하는 배우, 가수 또는 운동선수를 정의하기 위해 파메스크(Famesque)라는 용어를 만들었다. 아겟싱어는 "2009년의 명성은 TV의 태동기인 '유명해지기 위해 유명해지기'의 후손이라고 주장했다. 토크쇼나 할리우드 스퀘어를 켜면 자 자 가보르, 조이스 브라더스, 찰스 넬슨 레일리 등 친근하고 익숙한 사람들이 등장하는데, 그들이 또 무슨 일을 했더라?"라고 말하면서  배우 시에나 밀러를 현대의 예로 들며, "밀러는 주드 로와 사귀면서 유명해졌고. 그리고 그가 유모와 바람을 피웠을 때 정말 유명해졌다. 그녀는 밸세이저 게티를 유명하게 만든 사람이라고 할 정도로 (그가 인기 TV 시리즈 인 브라더스 & 시스터스의 주인공 임에도 불구하고) 아내와 한동안 그녀와 함께 도망친 것으로 알려졌을 때 유명해졌다."라고 주장했다.

### 셀레부탄테
셀레부탄테(Celebutante)는 셀러브리티 (Celebrity)와 데뷔탕트 (Debutante)라는 단어의 합성어이다. 남성에 해당하는 단어는 때때로 'celebantant'로 표기된다. 이 용어는 엔터테인먼트 저널리즘 에서 패리스 힐튼이나 니콜 리치 같은 상속녀를 묘사하는 데 사용되었다. 최근에는 카다시안-제너 가족에 대해 유사한 설명이 적용되었다. 2011년 일부 Kardashians와의 인터뷰에서 인터뷰 진행자 바바라 월터스는 "당신들은 모두 '유명하기 때문에 유명하다'고 자주 묘사된다. 당신은 실제로 연기도 하지 않고, 노래도 하지 않고, 춤도 추지 않는다. 당신들은 아무런 재능이 없어요." 라고 말하였다.  2016년 후반에 타임은 Kardashian-Jenner 가족을 가장 높은 수익을 올리는 셀레부탄테로 설명했다.
이 용어는 1939년 월터 윈첼(Walter Winchell)이 사회 칼럼에서 이 단어를 사용하며 유명 사회 데뷔작 브렌다 프레이저 (Brenda Frazier) 를 묘사한 데서 유래되었다. 브렌다 프레이저는 유명한 집안 출신의 전통적인 "상류층" 데뷔탕트였지만 그의 데뷔는 전례 없는 언론의 주목을 불러일으켰다. 이 단어는 1985년 뉴욕의 클럽랜드 유명 인사에 대한 뉴스위크 기사에 다시 등장했으며, 작가 James St. James, 리사 에델스틴 및 앤디 워홀에 의해 "밤의 여왕"으로 선정된 Dianne Brill 의 라이프스타일에 초점을 맞췄다.

## 같이 보기
- 4차원 가족 카다시안 따라잡기
- 리얼리티 텔레비전
- 타렌토
- 동어반복(언어)